# Geviert (Ausbau)
Als Geviert auch Gevierte oder Geviere oder Schachtgeviere bezeichnet man im Bergbau einen aus einzelnen Bauelementen zusammengesetzten Ausbaurahmen, der in Blindschächten und  Rolllöchern oder rechteckigen Schächten als Ausbau eingesetzt wird. Gevierte werden in der Regel aus Holz aber auch aus Profilstahl gefertigt.

## Grundlagen
Schächte mit rechteckigem Querschnitt wurden früher in der Regel mit Holz ausgebaut. Der Ausbau bestand dabei aus einem Holzrahmen, mit dem alle vier Seiten des Schachtes abgestützt wurden. Dieser Rahmen, das Geviert, bildete dabei den Hauptbestandteil des Schachtausbaus. Verwendet wurden hierfür Kant- oder Rundhölzer aus Eiche, Kiefer oder Lärche. Zum Teil wurde aber auch Fichtenholz verwendet. Später wurde dann auch Profilstahl aus T - oder U - Profilen verwendet. Gevierte werden aufgrund der statisch ungünstigen Form nur für Schachtquerschnitte bis zu 15 m2 verwendet. Verwendet werden Gevierte bei der Bolzenschrotzimmerung und der Schrotzimmerung.

## Aufbau und Zusammenbau des Geviert
Ein Geviert besteht aus vier stabförmigen Elementen, die in der Regel aus Holz bestehen. Die langen Hölzer werden als Jochhölzer oder lange Jöcher bezeichnet. Die kürzeren Hölzer bezeichnet der Bergmann als Heithölzer, kurze Jöcher oder Kappen. Eine andere Bezeichnung für die kurzen Hölzer ist Pfändung oder Haupthölzer. Die Verbindung dieser vier Hölzer muss so erfolgen, dass sie sowohl den Seitendruck als auch die nach unten und nach oben gerichteten Schubkräfte aufnehmen können. Als Verbindung für die einzelnen Holzelemente zu Gevierten ist die Verblattung gut geeignet. Bei der Verblattung unterscheidet man die einfache Verblattung und die zusammengesetzte Verblattung. Weitere Möglichkeiten, die Hölzer miteinander zu verbinden, sind der Schwalbenschwanz, die Verzapfung, das Einkehlen und das stumpfe Zusammenstoßen. Um eine Schiefstellung der Hölzer gegeneinander zu verhindern, verwendet der Bergmann die zusammengesetzte Verblattung. Bevor die Gevierte an ihrem Einbauort im Schacht eingebaut werden können, werden die einzelnen Hölzer über Tage auf die benötigten Maße zurechtgesägt. Anschließend wird die Verbindung (Verblattung) erstellt. Dann werden die Hölzer noch einmal sorgfältig überprüft und falls erforderlich angepasst, zum Einbauort gefördert und dort eingebaut. Sollen Gevierte aus Stahl erstellt werden, werden Profilstähle an die Abmessungen des Schachtes angepasst, dann am Einbauort mittels Laschenverbindungen miteinander verbunden und eingebaut.